# Paul Tignol
 Paul Tignol, né le 26 mai 1933 à Toulouse et mort le 31 août 1995 à Limoges, est un joueur de rugby à XV, qui a joué avec l'équipe de France et le Stade toulousain, ainsi que plus tard avec le Stade montois (où il évoluait traditionnellement aux côtés de Guy Urbieta). Il se positionnait essentiellement au poste de deuxième ligne, ou de no 8 (1,88 m pour 95 kg). 
Il est connu pour avoir été l'un des plus jeunes joueurs sélectionnés sous le maillot, bleu. Il fut longtemps le plus jeune avant à avoir joué en équipe de France (à 19 ans et sept mois).  

## Carrière

### En club
- Stade toulousain
- Stade montois
- USA Limoges

### En équipe nationale
Il a disputé son premier test match le 10 janvier 1953 contre l'équipe d'Écosse et le dernier contre l'équipe d'Irlande, le 24 janvier 1953.

## Palmarès

### En club
Avec le Stade montois
- Championnat de France :
  - Champion (1) : 1963
  - Finaliste (1) : 1959
- Challenge Yves du Manoir :
  - Vainqueur (3) : 1960, 1961 et 1962
  - Finaliste (1) : 1958

### En équipe nationale
- Sélections en équipe nationale : 2 en 1953 (à l'âge de 19 ans et 8 jours pour la 1re, record national pour un avant)
- Tournoi des Cinq Nations disputé : 1953